# Delvene Delaney
Delvene Delaney (Queensland, 26 de agosto de 1951) es una actriz, presentadora y cantante australiana.

## Carrera
Delaney inició su carrera en la televisión australiana en la década de 1970, inicialmente como presentadora de la sección del clima en Brisbane. Luego apareció como actriz en series de televisión como The Box (1974) y The Young Doctors (1976).
Logró reconocimiento en su país con su participación en la serie The Paul Hogan Show a finales de la década. También registró apariciones como panelista en el programa de juegos Blankety Blanks entre 1977 y 1979, y se desempeñó como presentadora del programa Sale of the Century entre 1982 y 1986.

## Filmografía destacada
- The Love Boat (1981)
- Chopper Squad (1978)
- The Young Doctors (1976)
- End Play (1975)
- The Box (1974)
- The Paul Hogan Show (1973)
- The Runner (1972)